# Насибов, Бахрам Паша оглы
Бахрам Паша оглы Насибов (азерб. Bəhram Paşa oğlu Nəsibov; 1942, Ашагы Рафадинли, Физулинский район — 1998, Баку) — азербайджанский музыкант, композитор, гитарист, тарист и поэт, автор около 300 песен.

## Биография
Бахрам Паша оглы Насибов родился 22 июня 1942 года в селе Ашагы Рафадинли Физулинского района в семье музыканта. С юных лет Бахрам Насибов проявлял интерес к музыке. В 1962 году Насибов поступил на актёрский факультет Азербайджанского театрального института им. М. А. Алиева, где был отличником до последнего курса. Однако из-за недоразумения его обвиняют в конфликте, и Насибов в 1967 году вынужден был оставить институт, так и не закончив образование. Лишь спустя 15 лет Бахрам Насибов повторно поступает в институт и получает-таки диплом.
В 1965 году сыграл эпизодическую роль тариста в фильма «Аршин мал алан». Бахрам Насибов ещё в годы учёбы в институте стал сочинять песни. По словам детей Бахрама Насибова, его первой песней была песня «Карабах», написанная в 1968 году. Также Насибов помимо тара играл на гитаре и часто выступал на свадьбах.
Бахрам Насибов является автором около 300 песен, среди которых «Sən də həmdəm, mən də həmdəm», «Var gülüşündə», «Deyin hardadır», «Səni qəmli görəndə», «Gecələr», «Bəxtəvər gəlin», «Ay gecikən məhəbbətim», «Qurban olum», «Sən güləndə», «Ay qız», «Xatirəsən», «Gəl inad etmə» и другие. Автором слов к большинству песен является сам Насибов.
Песни Насибова исполняли такие певцы и певицы как Шовкет Алекперова, Абульфат Алиев, Тукезбан Исмаилова, Ягуб Мамедов, Ариф Бабаев, Рахиля Гасанова, Ислам Рзаев, Назакет Мамедова, Сахавет Мамедов, Ниямеддин Мусаев, Сулейман Абдуллаев и другие. Также Насибов в качестве тариста аккомпанировал ханенде Хану Шушинскому в Азербайджанской государственной филармонии.
Бахрам Насибов также писал стихи, рассказы, газели, тахмисы, двустишия, сатирические стихи в стиле Сабира. В 1982 году был удостоен премии журнала «Кирпи» («Ёж»). Спектакли по его новеллам показали на телевидении в исполнении таких актёров, как Алиага Агаев, Насиба Зейналова, Сиявуш Аслан, Гаджибаба Багиров, Эльданиз Зейналов, Яшар Нури, Ариф Гулиев и другие. После того, как написанный Насибовым спектакль «Гуленадам выиграл машину» вызвал большой резонанс, на эту тему по сценарию писателя Фармана Керимзаде был снят фильм «Жена моя, дети мои».
Ещё в советские годы Бахрам Насибов создал музыкальный ансамбль «Шахназ», в котором выступала Назакет Мамедова. Однако ансамбль просуществовал недолго и уже в начале 1990-х Насибов создаёт свой второй ансамбль «Vətən» (Родина). Здесь выступали Сабир Новрузов и Сабина Ильясова.
В 1993 году спустя несколько дней после занятия армянскими силами его родного Физулинского района в ходе Первой карабахской войны, у Насибова случилось кровоизлияние в мозг. 5 лет Насибов тяжело болел и скончался в 1998 году.

## Память
26 мая 2018 года в Международном пресс-центре в Баку состоялось мероприятие на тему «Азербайджанская идеология в творчестве Бахрама Насибова», посвящённое жизни и творчеству Бахрама Насибова.